# Traktoren-Museum Pauenhof
Koordinaten: 51° 37′ 2,6″ N, 6° 21′ 15,1″ O

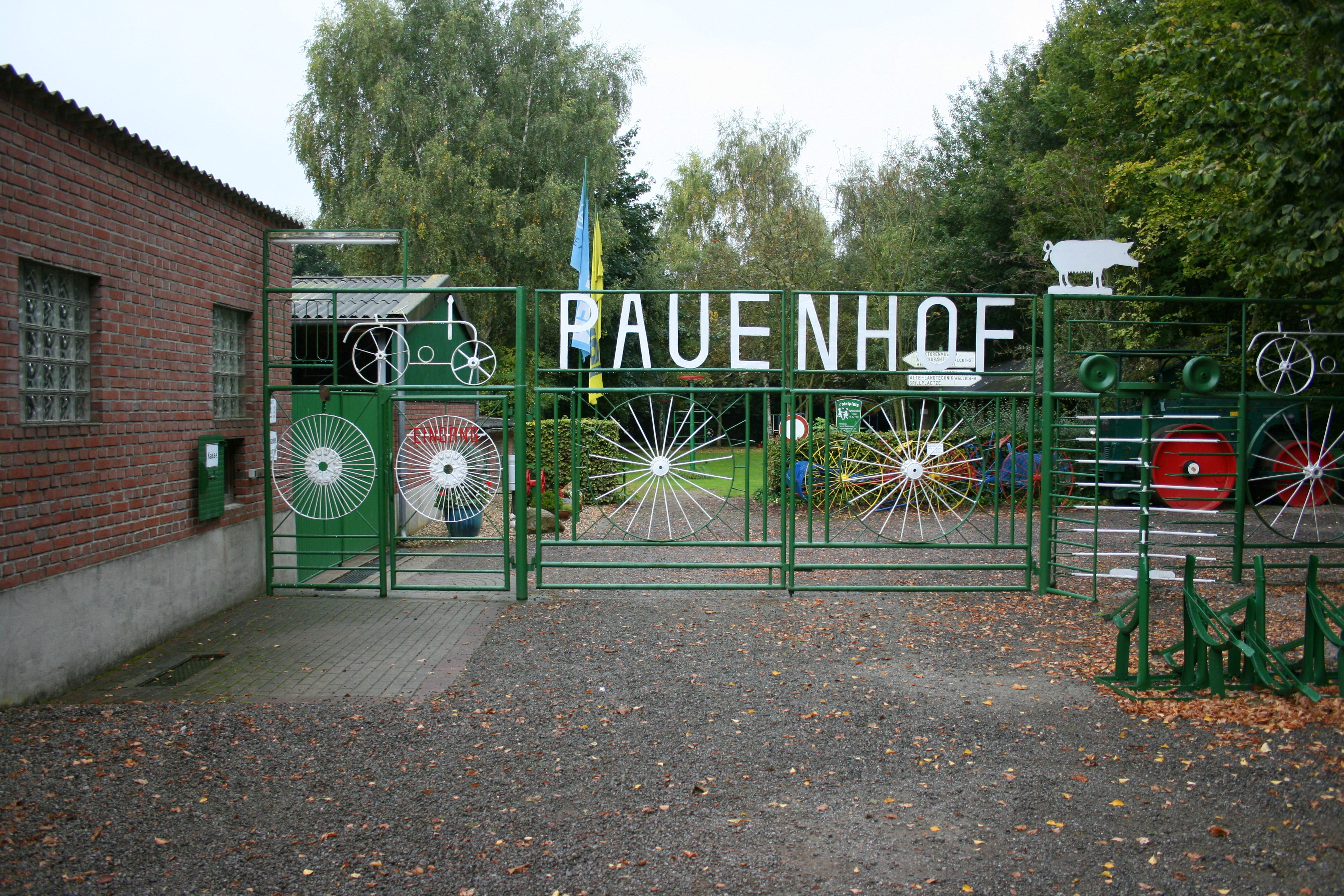
Eingang zum Traktorenmuseum an der Pauenstraße.

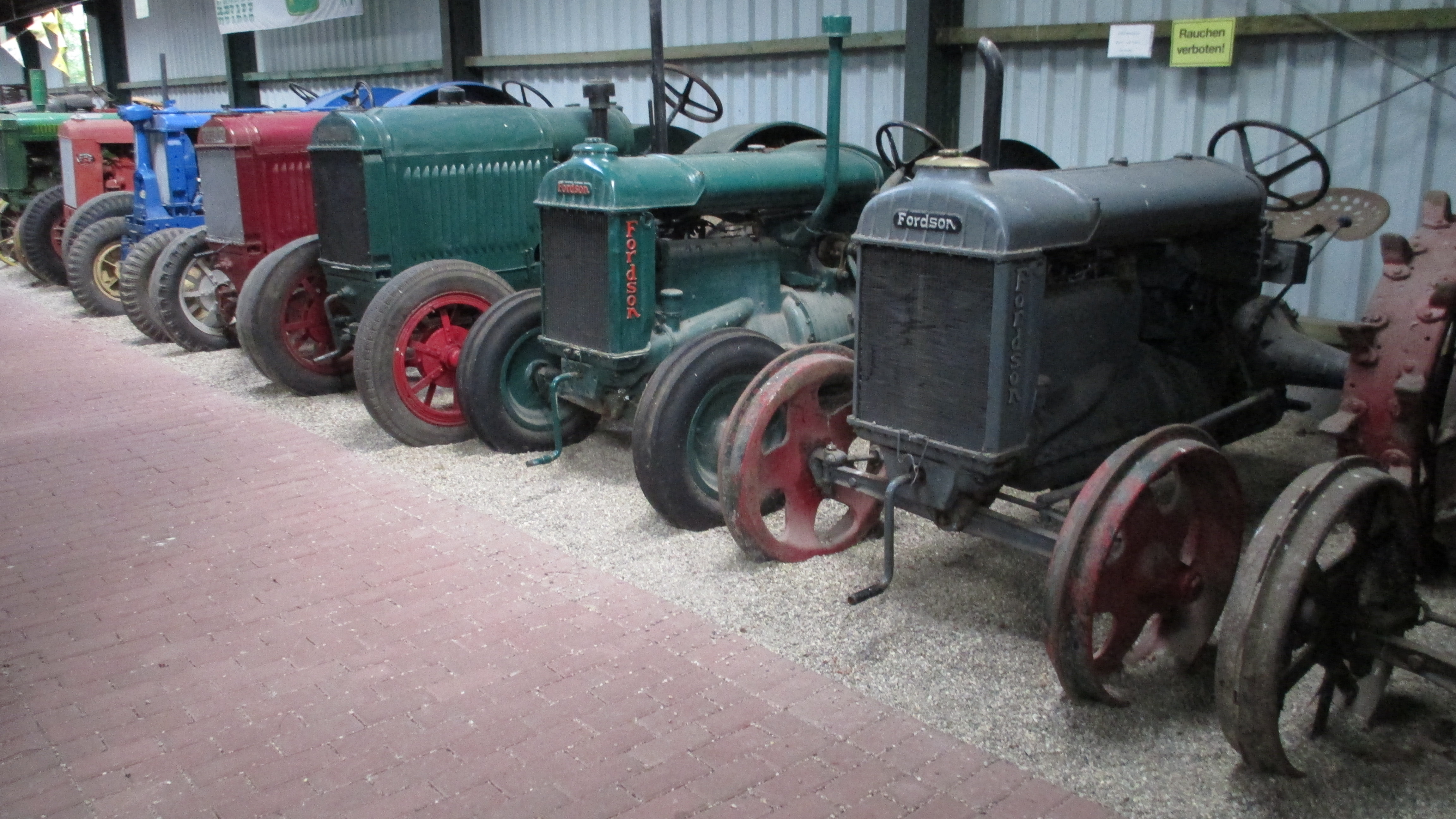
Das Traktorenmuseum Pauenhof beherbergt die größte Sammlung von Traktoren und Landmaschinen in Deutschland.

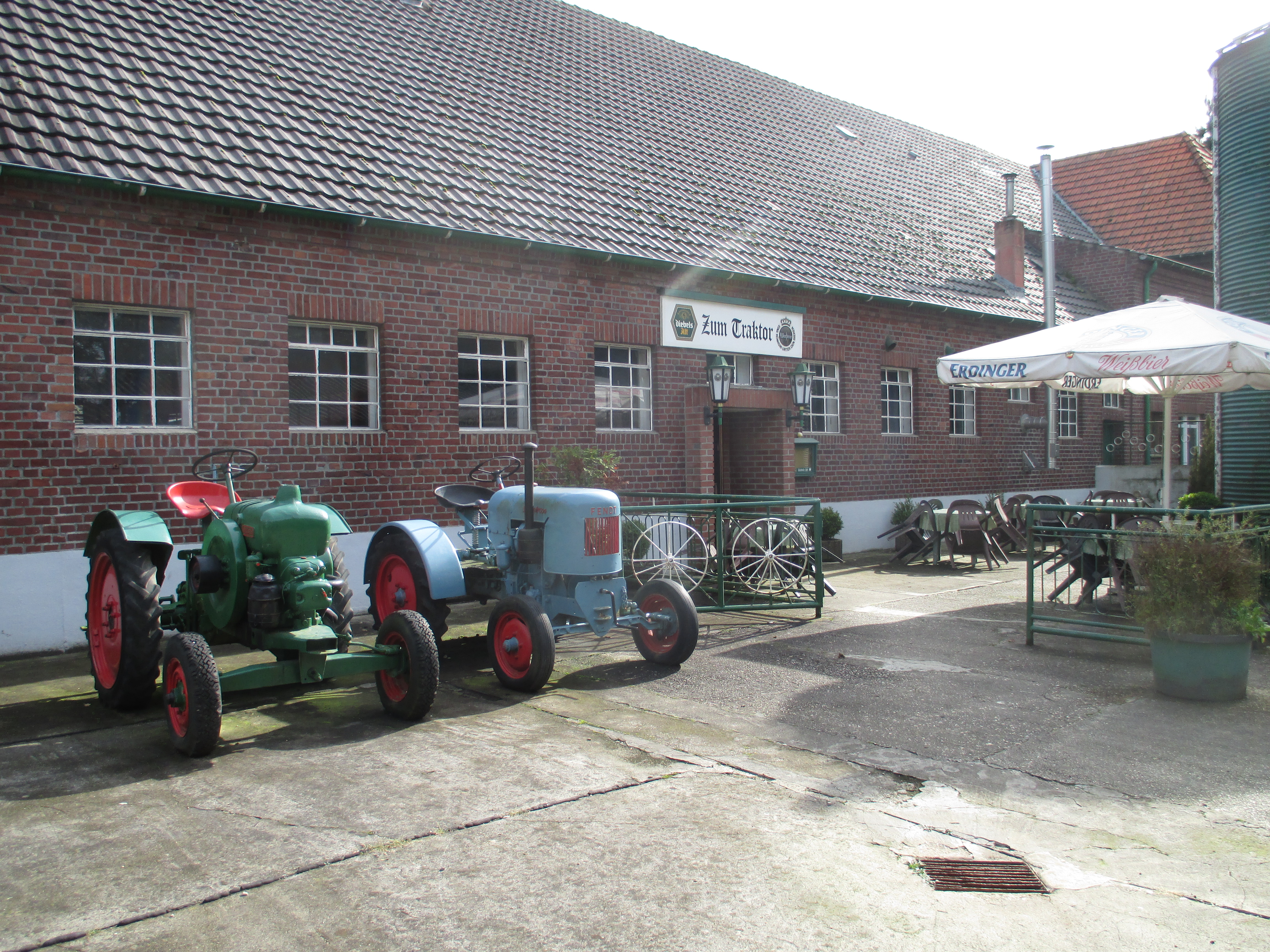
Hofrestaurant "Zum Traktor"

Das Traktorenmuseum Pauenhof in Sonsbeck entstand aus einer Leidenschaft des Landwirtes Johannes Troost für diese Fahrzeuge. In 10 Hallen mit einer Ausstellungsfläche von 5000 m² beherbergt es die größte Sammlung von Traktoren und Landwirtschaftsmaschinen in Deutschland. Darunter auch seltene Exemplare, die nur in kleiner Stückzahl von eher unbekannten Firmen hergestellt wurden.
Auf dem Hof besteht die Möglichkeit selbst mit einem Traktor zu fahren und an einem Hindernisparcours teilzunehmen.
Was einst als Privatsammlung eines Landwirtes begann, ist heute Teil der Route der Industriekultur – Themenroute 21 – Brot, Korn und Bier.

## Der Pauenhof

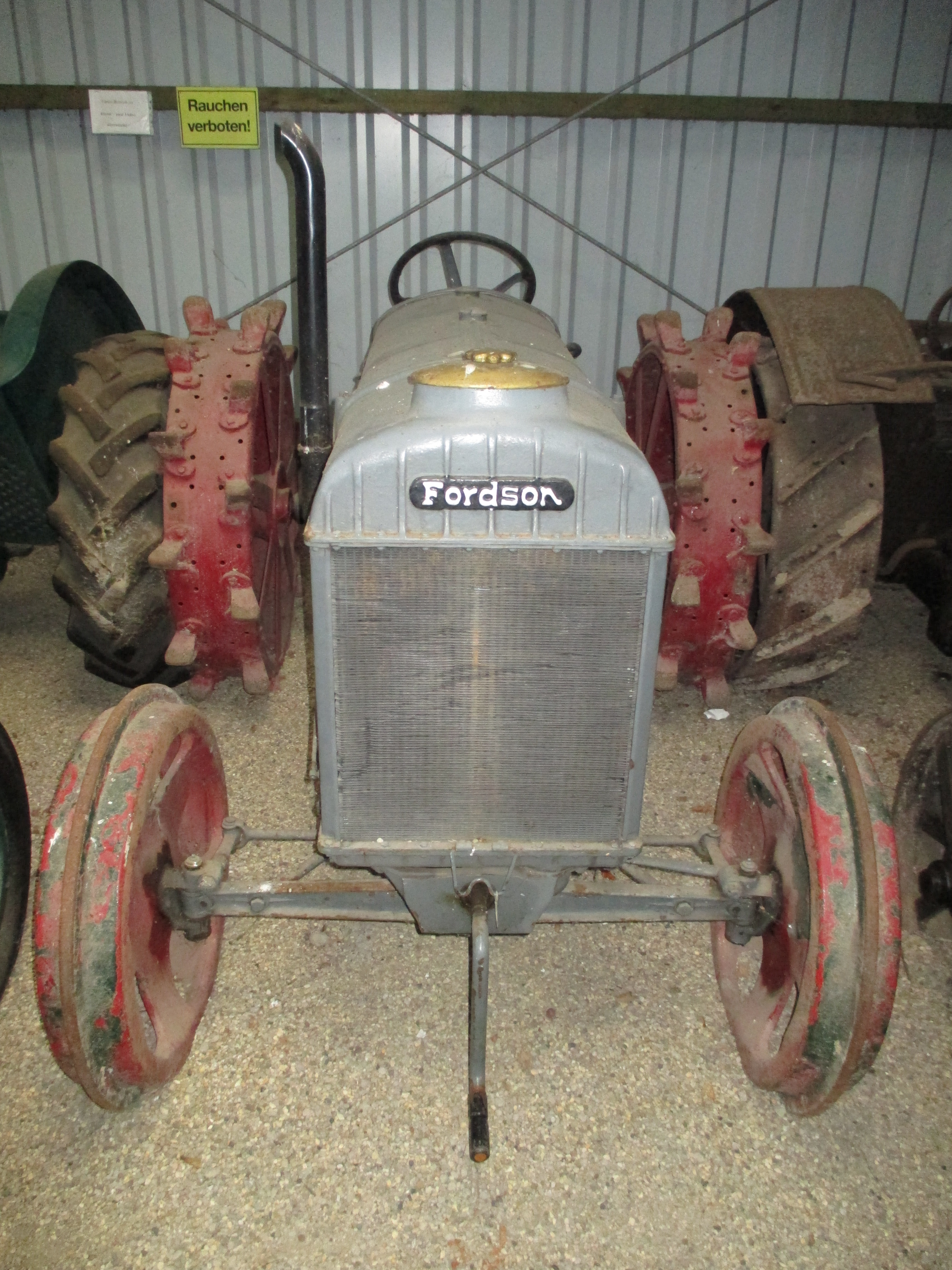
Alter Fordson aus dem Jahr 1927

Das Gehöft an der Balberger Straße 72 hat eine lange Geschichte. Es wurde erstmals auf Karten aus dem 12. Jahrhundert erwähnt. Bis 1969 war er ein ganz normaler Bauernhof, auf dem Kühe, Schweine, Hühner und Pferde gehalten wurden. Danach spezialisierte man sich auf die Ferkelaufzucht, die bis 1988 fortgeführt wurde. In den 1960ern entwickelte Johannes Troost 4 Bundespatente und 8 Gebrauchsmuster in der Landmaschinenindustrie.
Die Sammelleidenschaft für historische und seltene Landmaschinen weckte 1976 ein alter Hanomag, den Johannes Troost vor der Verschrottung rettete. Bis zur Museumseröffnung 1990 wuchs der Oldtimer-Maschinenpark auf 120 Schlepper an und wurde danach auch mit alten Landmaschinen ergänzt. Diese stehen Rad an Rad in den ehemaligen Schweineaufzuchtställen.
1999 übernahm der Energieanlagenelektroniker Norbert Stapper die Museumsleitung und kümmert sich seither um den Erhalt der Maschinen. Hier und da findet er noch ein seltenes Stück, das in die Ausstellung passt. Nebenher wurde der Pauenhof zu einer Freizeitanlage ausgebaut und bietet neben Traktorgeschicklichkeitsfahren und Heubodenübernachtungen einen Fahrradverleih an. Ein Restaurant und der Grillplatz sorgen für das leibliche Wohl bei Veranstaltungen, Clubtreffen und Familienfeiern.

## Ausstellung

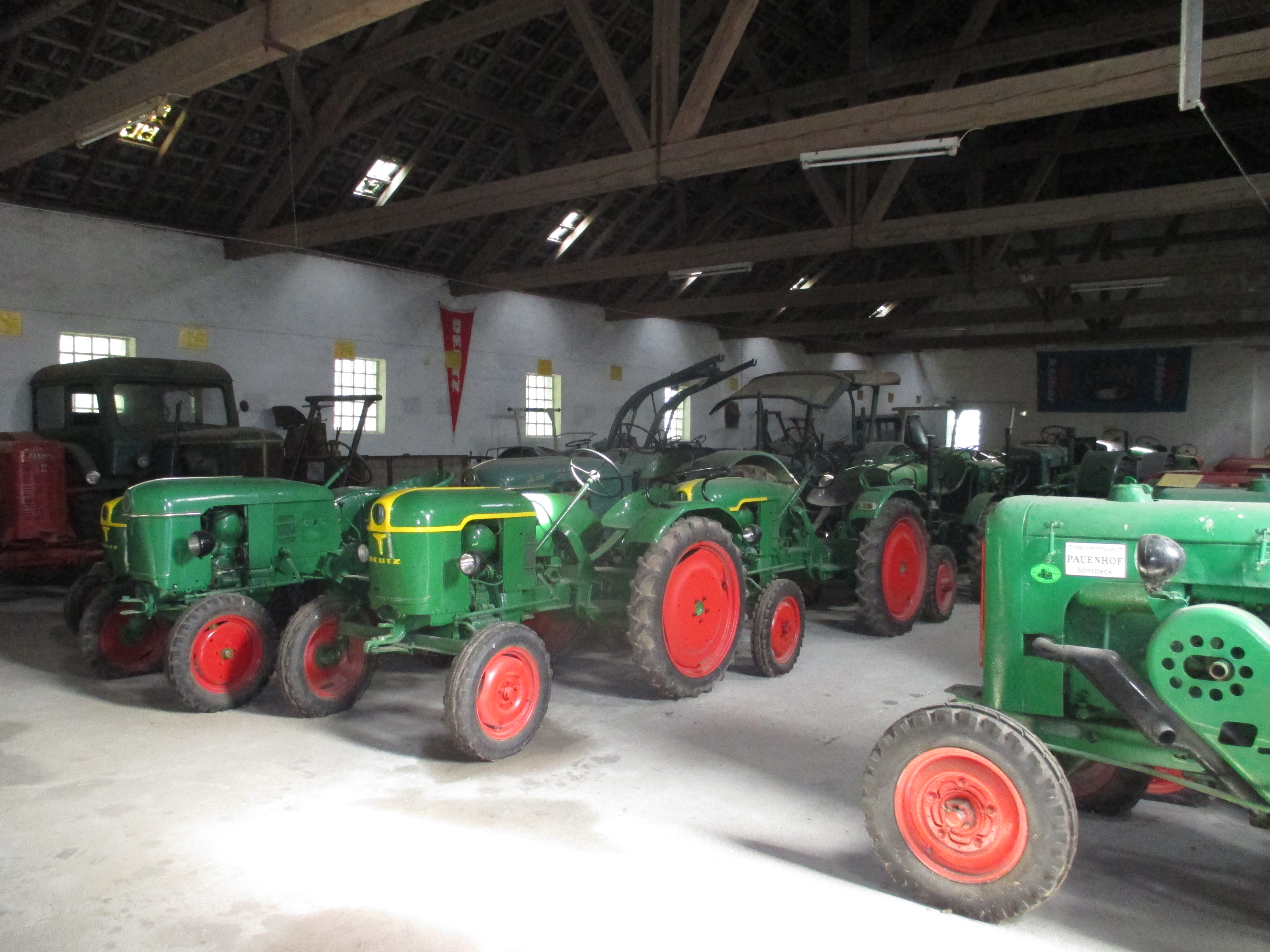
Traktoren

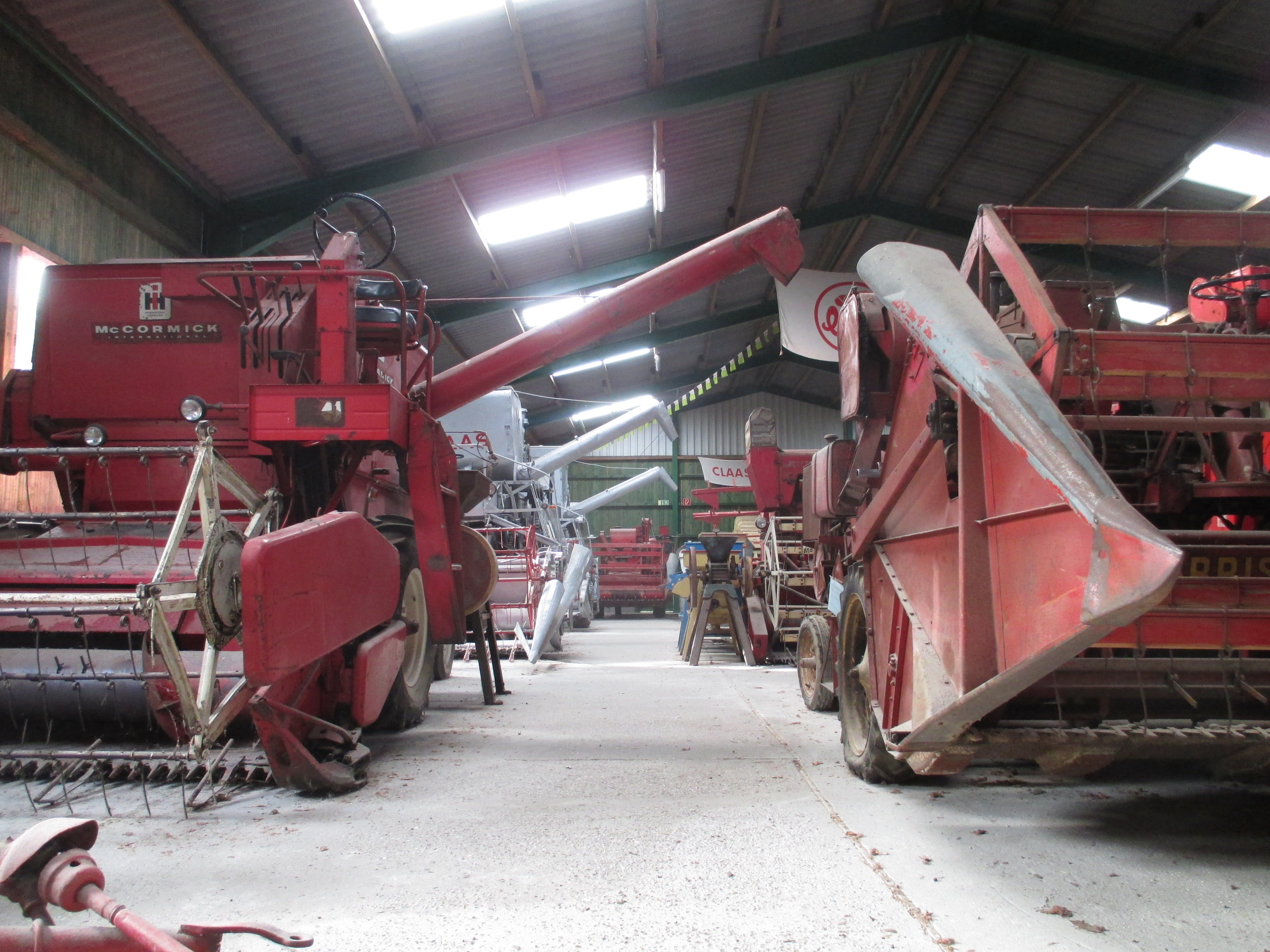
Europas größte Mähdreschersammlung

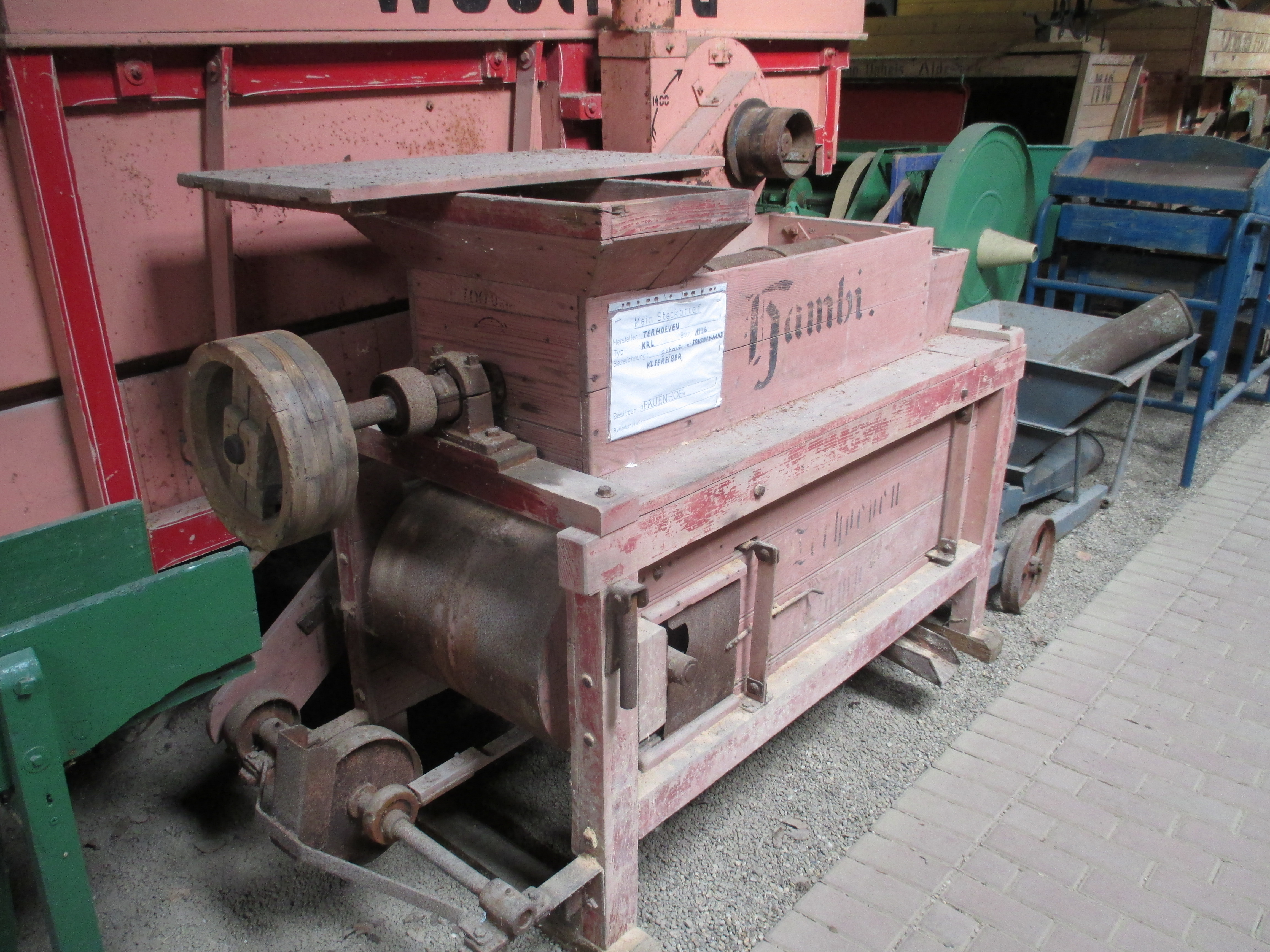
Kleereibe

Der Name ist Programm. Mittlerweile ist der Fuhrpark auf über 400 Traktoren und Schlepper angewachsen. Der älteste, ein Fordson, ist aus dem Jahr 1924. Aber auch einige besondere Exponate wie eine Primus Diesel Zugmaschine von 1934 und ein Flughafenschlepper aus den 1960ern sind Teil des Museums. Hinzu kommen mindestens ebenso viele Landmaschinen und Geräte, die auf den Höfen genutzt wurden. Sie geben einen Einblick in die Geschichte der industriellen Landwirtschaft im In- und Ausland.

### Halle 1
Hier stehen Traktoren und Geräteträger der Marken MAN, Deutz, Fendt, IHC, Allgaier, Eicher und Porsche.

### Halle 2
Landmaschinenzubehör wie Heurechen, Heuwender und Hackmaschinen und alte Werkstatteinrichtung, die auf dem Hof genutzt wurde.

### Halle 3
Alte Einachsschlepper in allen Variationen.

### Hallen 4 und 5
Traktoren, Traktoren und noch mehr Traktoren aus aller Welt: Steyr, Meili, Bührer, Hürlimann, Hanomag, Güldner, Schlüter, MIAG, Röhr, Wahl, Hummel, Bischoff, Hela, Holder, Kramer, Ferguson, Bungartz, Feldmeister, Bautz, Fahr, Normag, Ritscher, Fordson, Deering, Case, John Deere, Allis-Chalmers, Renault, Škoda, B. Munktell, STIHL, Sendling, MBA, O&K, Deuliewag, Diesel Stier, Hagedorn, Zettelmeyer, Sulzer, und Wesseler. Darunter auch viele Einzelstücke, die in mühseliger Kleinarbeit restauriert wurden.

### Halle 6
Alte Landtechnik und Pflüge.

### Halle 7
Traktoren der Hersteller: Lanz, HSCS, Vierzon, Landini, Ursus, Field-Marshall, Fiat, Mercedes, Unitrak, Lindner, Hela, Hatz, David Brown, Zetor, Ford, Bukh, Fahr, IFA, Swoboda, Renault, Kögel, Kelkel, Micromax, Primus, Gutter, Krümpel, MBA, Steyr, Röhr, IHC, Alpina, Massey-Harris, MIAG, Schmotzer, Stock, STIHL, Deutz, Kramer, Schlüter, Fendt, Eicher, Hanomag, Güldner und Massey-Ferguson.

### Halle 8
Europas größte Mähdreschersammlung findet hier ihren Platz: Claas, Ködel & Böhm (Köla), Lanz, Bautz, Fahr, JF, Fella, IHC, John Deere, Walter & Wintersteiger und Massey-Harris. Des Weiteren Getreidemühlen und Standmotoren.

### Halle 9
Dreschmaschinen, Windfegen, Strohschneider, Korngebläse, Kartoffel- und Rübenroder, Kartoffeldämpfer, Sortiermaschinen und Motoren.

### Halle 10
Ist den Leihfahrzeugen gewidmet, mit denen man Hofrundfahrten machen kann. Auf dem Gelände ist auch eine Trainingsstrecke für künftige Traktorfahrer.
Im hofeigenen Restaurant „Zum Traktor“ sind weitere Schlepper ausgestellt. Allerdings ist es nur auf vorherige Anfrage für Betriebs-, Vereins- und Familienfeiern geöffnet.

## Sonstiges
In Sonsbeck-Hamb gibt es ebenfalls einen Pauenhof. Dieser gehört zu einem Tibetisch-Buddhistischen Zentrum. Hier steht die Meditation und innere Einkehr im Mittelpunkt. Er hat nichts mit dem Traktorenmuseum zu tun.